# Arnoldus von Falkenskiold
Arnoldus von Falkenskiold (11. juni 1743 i Kalundborg – 15. maj 1819) var en dansk adelsmand, officer og godsejer. Han var bror til Seneca Otto von Falkenskiold.
Han fødtes 11. juni 1743 i Kalundborg og var en søn af oberstløjtnant Martin Morten Düssel, adlet de Falkenskiold 1716, og Dorothea Sophie f. Schack. Først bestemt til militær blev han officer ved det sjællandske Dragonregiment, 1772 udnævntes han til major, 1783 afskedigedes han og fik senere obersts rang. 1779 købte han for 72000 Rdl. Sæbygård og gods, hvor han på 28 gårde gav bønderne hoverifrihed imod en pengeafgift og udlagde halvdelen af hovedgårdens marker til bøndergårdene. 1797 solgte han Sæbygård for 175000 Rdl. og købte dronning Sophie Magdalenes tidligere kongelige lystslot Sophienberg i Hørsholm Sogn, hvilket han ejede til sin død, 15. maj 1819. Han rev dog det meste af Nicolai Eigtveds rokoko-hovedbygning ned, og det enetages slot mangler selv efter en rekonstruktion omkring 1990 stadig sin anden etage.
Han ægtede 1775 Elisabeth Sehested (1751-1843), datter af oberstløjtnant Anders Sehested til Broholm. Falkenskiold ejede – som "Økonom. Korrespondent" udtrykker sig ved anmeldelsen af hans død – "en herlig Takt for Landvæsenet", hvad han viste både som praktiker og som forfatter: han var en ualmindelig fremmelig landmand, den første her i landet, der indførte engelske svin, af hvilke han overlod andre landmænd over 500 grise, og vistnok også den første, der oplærte landvæsenselever, der måtte tjene i tre år hos ham. Som forfatter tog han ikke blot del i den store landbrugsdiskussion, men i datidens tidsskrifter skrev han saglig om agrariske emner, således om svineavlen, om brugen af rodfrugter til kreaturers fedning (1804), om fårs fodring med kartofler, om hindringerne for agerdyrkningens fremme osv.
Han er begravet på Hørsholm Kirkegård.